# Aspies For Freedom
Aspies For Freedom (AFF, Asperger per la llibertat) és un grup de solidaritat i campanya que té com a objectiu sensibilitzar el públic sobre el moviment dels drets dels autistes. L'objectiu d'Aspies for Freedom és educar al públic que l'espectre autista no sempre és una discapacitat, i que hi ha avantatges i desavantatges. A aquest efecte, el grup organitza anualment un Autistic Pride Day (Dia de l'Orgull Autista). AFF dona suport a la comunitat autista i protesta pels intents de guarir l'autisme.
Fundat el 2004 per Amy i Gareth Nelson, AFF ha rebut la cobertura de publicacions com la revista New Scientist. L'agost de 2007, The Guardian va estimar que el grup estava format per 20.000 persones. Rob Crossan, escrivint per a la BBC, va esmentar la seva creença que els autistes d'alt funcionament sovint estan en possessió de talents extraordinaris en els camps de les matemàtiques, la memòria, la música o les arts.
Gareth Nelson, el fundador d'Aspies for Freedom, ha fet paròdies a internet d'Autism Speaks, dient que silenciaven opinions oposades. Aspies for Freedom va demanar a les Nacions Unides l'any 2004 que reconeguessin als membres de la comunitat autista l'estatus de grup minoritari. Es va publicar un comunicat del grup titulat «Declaració de la comunitat autista». En aquest article es detallen els motius pels quals es busca el reconeixement oficial de les Nacions Unides i els treballs per aconseguir-ho. AFF va ser citat per The Guardian com un recurs per a l'assistència laboral dels autistes. Gareth Nelson i Aspies for Freedom han parlat contra les proves genètiques prenatals per a detectar trastorns de l'espectre autista, destacant l'autisme com una diferència en lloc d'una discapacitat.